# Louis Mitchell
Louis A. Mitchell (Philadelphia, 17 december 1885 - Washington D.C., 2 september 1957) was een Amerikaanse jazzdrummer en bandleider.
Mitchell begon zijn carrière rond de eeuwwisseling met optredens in vaudeville- en minstrelshows als drummer en bandolinespeler. Na zijn verhuizing naar New York in 1912, richtte hij zijn eigen groep op: Southern Symphonists' Quartet. Mitchell zong en drumde voor James Reese Europe in 1918, en richtte het volgende jaar een nieuwe groep op, die hij Louis Mitchell's Jazz Kings noemde. Tegen het einde van het decennium begon Mitchell te toeren in de Verenigde Staten zowel als in Europa, waarbij hij zich vooral concentreerde op het Verenigd Koninkrijk en Frankrijk. Hij trad als percussionist zowel solo als in groep op, en zijn drumsolo's werden enthousiast onthaald door het Franse publiek. Zijn ensemble bracht vijf jaar door als het huisorkest van het Casino van Parijs.
Toen zijn groep in 1920 optrad in Brussel, bracht dit een ware jazzgekte teweeg, waardoor de Mitchell's Jazz Kings aan de basis lagen van de vlucht die de Belgische jazz vanaf dat ogenblik zou nemen. Na hun optredens in België werden door amateurs talrijke Belgische jazzbands opgericht.
Voor Pathé Records maakte hij opnames in 1922 en 1923; Sidney Bechet speelde op dat ogenblik mee met hem, maar niet met de opnames. Mitchell bleef in Frankrijk in de jaren 1940, en wierp zich naast de muziek ook op beheer van casino’s, restaurants en nachtclubs. Na de Tweede Wereldoorlog verhuisde hij terug naar de Verenigde staten, maar speelde nog weinig in zijn laatste decennium.